# Obrium mozinnae
Obrium mozinnae es una especie de escarabajo longicornio del género Obrium, clasificada en la tribu Obriini, de la subfamilia Cerambycinae. Fue descrita por Linell en 1897.
La especie mide 3,5-6 mm de longitud y el período de actividad en adultos se presenta en abril, mayo, junio, julio y septiembre. Se distribuye por México y Estados Unidos.